# Pelayo
Pelayo (zvan Don Pelayo) bio je asturski vođa i prema kronici Albidense, prvi asturski kralj (lat. Primum in Asturias Pelagius rg. in Canicas an. XVIIII).
Vladao je od 718. do 737. godine. Započeo je kršćansku rekonkvistu Iberijskog poluotoka protiv maurskih osvajača, koji su osvojili Španjolsku i osnovao je Asturiju. Mjesto njegovog rođenja je nepoznato. Razni izvori mu pripisuju galicijsko, asturijsko, kantabrijsko, kordobeško, pa čak i britansko podrijetlo, ali svi ti izvori su prilično nepouzdani i s jasnim političkim tendencijama.

## Životopis
Po legendi, Pelayo je bio sin grofa Favile od Kantabrije i unuk Rekesvinta, vizigotskog kralja, komje je ovaj služio kao spatarijus (lat. spatarius). Zahvaljujući intrigama na vizigotskom dvoru, Vitiza je zaslužan za ubojstvo njegova oca, pa je tako Pelayo, osjetivši se nesigurnim na vizigotskom dvoru, pobjegao u Asturiju gdje je imao rodbinu, a potom je otišao na hodočašće u Jeruzalem. Tamo je ostao sve dok Vitiza nije umro, a na vizigotsko prijestolje došao Roderik, čiji je Pelayo bio pristaša. Postao je vođa kraljevske garde i s Roderikom je sudjelovao u bitci kod Guadalete 711. godine. U toj bitci je uspio izbjeći zarobljavanje od strane Maura, te se vratio u rodnu Asturiju. Kako je maurska invazija Španjolske bila izrazito uspješna, te cijela Španjolska zauzeta, Pelayo je postao vođa pobune protiv maurskog guvernera Asturije Munoza.
Mauri su ga uhvatili i zatvorili 717. godine, ali im je uspio pobjeći. 718. godine osniva kraljevinu Asturiju, a glasovima svojih sugrađana izabran je za prvog kralja. No, sljedećih godina Asturija je više bila iliuzija nego realnost. On se sukobljavao s mnogo jačim protivnikom. Kraljevina je ojačala tek 722. godine nakon bitke kod Covadonge u kojoj je Pelayo pobijedio nadmoćnije Maure. Tom pobjedom uspostavio je nezavisno kraljevstvo i ta bitka se smatra prvom kršćanskom pobjedom tijekom rekonkviste.

## Obitelj
Pelayo je oženio ženu zvanu Gaudiosa. Ovo su njihova djeca:
- Favila Asturijski
- Ermesinda